# Feokromocitom
Fèokromocitóm (iz grških besed phaios: temen, chroma: barva in kytos: celica) je navadno benigen oz. nenevaren tumor sredice nadledvične žleze, ki izloča kateholamine, tj. adrenalin in noradrenalin. V nekaterih primer lahko tumor nastane v parasimpatičnih ali simpatičnih ganglijih: v tem primeru ga imenujemo paragangliom ali ekstraadrenalni feokromocitom. Neprepoznan feokromocitom lahko povzroči smrtno nevaren porast
krvnega tlaka ali motnjo srčnega ritma. Zdravljenje obsega kirurško odstranitev ob temeljiti predoperativni pripravi z zdravili, ki zavirajo delovanje kateholaminov, večina bolnikov pa tako popolnoma ozdravi.

## Epidemiologija in genetsko ozadje
Feokromocitom je redka bolezen in se med milijonom ljudi pojavi pri 2–8 osebah na leto, med bolniki z arterijsko hipertenzijo pa ga ima od 0,1–0,6 %. Obdukcijski podatki kažejo na prevalenco oz. pojavnost med 0,05–0,2 % v splošni populaciji, kar pomeni, da je razmeroma veliko feokromocitomov spregledanih, navkljub preiskavam. Povprečna starost bolnikov ob diagnozi je 40 let, vendar se lahko pojavi že v mladosti v okviru dednih sindromov. Tako imenovano »pravilo 10« pravi, da se 10 % feokromocitomov pojavi obojestransko, 10 % se jih pojavi izven nadledvičnih žlez (paragangliomi) in da jih je 10 % malignih; odstotki so pri dednih sindromih lahko višji.
Večina feokromocitomov se pojavi sporadično, v petini primerov pa se lahko pojavi v sklopu dednih sindromov, ki se večinoma dedujejo avtosomno dominantno. Ti so multipla endokrina neoplazija (MEN) tipa 2A in 2B, von Hippel-Lindauov sindrom ter sindrom družinskih paragangliomov, za katerega je odgovorna mutacija genov za encim sukcinatna dehidrogenaza.

## Klinična slika
Klinična slika je posledica učinkov kateholaminov, pri čemer je hormonska aktivnost tumorja odvisna od lokacije, saj le 5 % tumorjev v glavi in vratu izloča kateholamine, medtem ko jih v trebuhu izloča polovica. Pri polovici bolnikov se zaradi nenadzorovanega 
izločanja teh hormonov pojavljajo nenadni napadi zelo visokega krvnega tlaka oz. hipertenzivne krize. Klinična slika takega napada je povzeta v sledeči tabeli in si ga lahko zapomnimo po pravilu »5P« (po začetnicah angleških besed za simptome).
| Klinični simptom/znak | Angleški naziv | Pogostnost pojavljanja | Ostale pripombe                                                     |
| --------------------- | -------------- | ---------------------- | ------------------------------------------------------------------- |
| povišan krvni tlak    | pressure       | praktično 100 %        | dominanten znak                                                     |
| glavobol              | pain           | 90 %                   | podoben tenzijskemu glavobolu                                       |
| znojenje              | perspiration   | 60–70 %                | navzoče predvsem na trupu                                           |
| palpitacije           | palpitations   | nekaj več kot 30 %     | neprijetni občutki kot posledica hitrega ali močnega utripanja srca |
| bledica               | pallor         | 25 %                   | v 10 % se sicer lahko pojavi rdečica                                |

Značilna sta tudi ortostatska hipotenzija ter izmenjevanje epizod visokega in nizkega krvnega tlaka. Feokromocitom lahko izkazuje pestro klinično sliko, zato nosi vzdevek »veliki posnemovalec«. Tako se lahko pojavijo duševne motnje v smislu anksioznosti, nervoze in napadov panike, tresenje, povišana telesna temperatura, motnje vida, slabost, bolečine v trebuhu, zaprtje (konstipacija), utrujenost, izguba telesne teže, dilatativna kardiomiopatija ter povečano odvajanje seča (poliurija) in obilno pitje tekočin (polidipsija). Laboratorijski izvidi lahko pokažejo povišano raven glukoze v krvi ter povišano koncentracijo kalcija (hiperkalciemijo) in rdečih krvničk (eritrocitizo).
Napad lahko traja od nekaj sekund do nekaj ur, pojavlja se v različnih intervalih, vmes so presledki lahko dolgi več mesecev. Napad lahko sprožijo diagnostični postopki (npr. endoskopija), anestezija, različna zdravila (metoklopramid, fenotiazini, triciklični antidepresivi, alkohol in določena hrana z visoko vsebnostjo tiramina, kot sta čokolada in sir.

## Diagnostika
Pri bolnikih z majhno verjetnostjo feokromocitoma se v urinu, ki se ga zbira 24 ur, določi raven kateholaminov in njihovih presnovkov (metabolitov). Pri bolnikih z veliko verjetnostjo se odvzame še kri za določanje plazemskih metanefrinov in normetanerinov. Napovedna vrednost testa pri negativnem rezultatu je zelo visoka, kar pomeni, da se ob odsotnosti teh spojin lahko zagotovo izključi možnost feokromocitoma. Bolniki med zbiranjem urina oz. pol dneva pred odvzemom krvi ne smejo uživati določenih vrst hrane in pijače (npr. čokolade in kave). Do lažno pozitivnega rezultata lahko pride zaradi jemanja nekaterih zdravil, kot so antipsihotiki in triciklični antidepresivi, ter drog, kot je kokain. V redkih primerih lahko feokromocitom izloča samo dopamin, zaradi česar ga z laboratorijskimi preiskavami ne zaznamo.
Šele po potrjenih izvidih laboratorijske preiskave opravimo slikovne preiskave trebuha, najpogosteje računalniško tomografijo (CT), lahko magnetnoresonančno slikanje (MRI). Zaradi možnosti maligne oblike tumorja in s tem tvorbe zasevkov (metastaz) se opravi še scintigrafijo telesa z radioaktivno označenim meta-jodo-benzilgvanidinom (MIBG), še občutljivejša je pozitronska emisijska tomografija (PET) s fluorodeoksiglukozo (FDG). Genetsko testiranje se priporoča samo v primeru mladega bolnika, obojestranske bolezni, prisotnosti bolezni v družini ter znakov v okviru že omenjenih dednih sindromov.
Nenaden porast krvnega tlaka se lahko pojavi še pri hipertirozi, hipertenziji zaradi ledvične okvare, karcinoidu, epilepsiji, zaužitju amfetaminov in kokaina, kombiniranega učinka tiramina in inhibitorjev monoaminoksidaze idr.

## Zdravljenje
Cilj zdravljenja je popolna kirurška odstranitev tumorja. Pred operacijo mora bolnik prejemati zdravila, ki zavirajo delovanje kateholaminov, saj lahko brez tega pride do nevarnega porasta krvnega tlaka med operacijo. Bolnik prejema 2–3 tedne fenoksibenzamin, dolgodelujoči zaviralec adrenergičnih receptorjev alfa (alfa blokator), v naraščajočih odmerkih, v izogib ortostatski hipotenziji pa mora piti zadostne količine tekočin. Dodatno se pri pripravi lahko daje dolgodelujoči kalcijev antagonist (npr. nikardipin), v redkih in hujših primerih pa metirozin, ki zavre sintezo kateholaminov. Po doseženi zavori omenjenih receptorjev in še posebej v primeru povišane frekvence srčnega utripa (tahikardiji) dodatno prejme še beta blokator, npr. propranolol. Med doseganjem končne zavore receptorjev se lahko dá prazosin ali fentolamin za preprečevanje feokromocitomskih napadov; v Sloveniji fentolamin že dlje časa ni na voljo, pač pa se intravensko daje nitroprusid.
Operacijo se dandanes opravi na laparoskopski način, kar zmanjša možnost zapletov, skrajša dobo okrevanja in daje boljše estetske rezultate v smislu manjših brazgotin. Zdravljenje malignih oblik in paragangliomov je zahtevnejše in vključuje kombinirane načine zdravljenja, tj. kirurško odstranitev, kemoterapijo in obsevanje. Kemoterapija poteka v 3–6 ciklih z dekarbazinom, ciklofosfamidom in vinkristinom.
Pri večini bolnikov se tlak po operaciji normalizira, vendar je v vsakem primeru potrebno dolgoletno spremljanje bolnikov, v glavnem z laboratorijskimi preiskavami vsako leto. Petletno preživetje bolnikov z maligno obliko je pod 50 %.